# Zelowan remota
Zelowan remota Murphy & Russell-Smith, 2010 è un ragno appartenente alla famiglia Gnaphosidae.

## Etimologia
Il nome della specie deriva dall'aggettivo latino remotus, -a, -um, cioè remoto, lontano, in riferimento alla distanza di questa specie dall'areale preferenziale delle altre specie del genere Zelowan: è la specie reperita più lontano delle altre.

## Caratteristiche
L'olotipo femminile rinvenuto ha lunghezza totale è di 3,42mm; la lunghezza del cefalotorace è di 1,33mm; e la larghezza è di 0,88mm.

## Distribuzione
La specie è stata reperita nella Namibia settentrionale: l'olotipo femminile è stato rinvenuto in una località imprecisata della Namibia. Il raccoglitore che ha donato gli esemplari, P. Hammond, riferisce che probabilmente è stata reperita nel dito di Caprivi.

## Tassonomia
Al 2016 non sono note sottospecie e dal 2010 non sono stati esaminati nuovi esemplari.